# Jos Lansink
Jozeph („Jos”) Johannes Gerardus Marinus Lansink (ur. 19 marca 1961 w Weerselo) – holenderski jeździec sportowy, obecnie reprezentujący barwy Belgii. Złoty medalista olimpijski z Barcelony.
Sukcesy odnosi w konkurencji skoków przez przeszkody. Pierwszy raz na olimpiadzie startował w Seulu w 1988. Cztery lata później zdobył swój jedyny olimpijski krążek –– złoto w konkurencji drużynowej. W barwach Holandii startował jeszcze na IO 96 i 2000. W 2001 otrzymał belgijskie obywatelstwo i dla tego kraju wziął udział w IO 2004. W 2006 zdobył tytuł mistrza świata (indywidualnie). Wielokrotnie stawał na podium mistrzostw Europy.

## Medale olimpijskie
Barcelona 1992
- konkurs drużynowy (Egano) –  złoto